# Сюромошурское (сельское поселение)
Сюромошурское — упразднённое муниципальное образование со статусом сельского поселения в Селтинском районе Удмуртии Российской Федерации.
Административный центр — деревня Сюромошур.

## История
Статус и границы сельского поселения установлены Законом Удмуртской Республики от 28 января 2005 года № 1-РЗ «Об установлении границ муниципальных образований и наделении соответствующим статусом муниципальных образований на территории Селтинского района Удмуртской Республики».
Законом Удмуртской Республики от 05.04.2021 № 23-РЗ к 18 апреля 2021 года было упразднено в связи с преобразованием Селтинского района в муниципальный округ.

## Население
| 2010 | 2012 | 2013 | 2014 | 2015 | 2016 | 2017 |
| ---- | ---- | ---- | ---- | ---- | ---- | ---- |
| 577  | ↗578 | ↘568 | ↘560 | ↘543 | ↘534 | ↘521 |
| 2018 | 2019 | 2020 |      |      |      |      |
| ↘512 | ↘508 | ↘484 |      |      |      |      |

## Состав сельского поселения
| № | Населённый пункт | Тип населённого пункта          | Население |
| - | ---------------- | ------------------------------- | --------- |
| 1 | Аяшур            | деревня                         | ↗37       |
| 2 | Большой Чибирь   | деревня                         | ↗36       |
| 3 | Кейлуд-Зюнья     | деревня                         | →66       |
| 4 | Сюромошур        | деревня, административный центр | ↘257      |
| 5 | Чашкагурт        | деревня                         | ↘15       |
| 6 | Чибирь-Зюнья     | деревня                         | ↘10       |
| 7 | Юмга-Омга        | посёлок                         | ↗144      |
| 8 | Якимовцы         | деревня                         | ↘13       |